# Спиридов, Григорий Андреевич
Григо́рий Андре́евич Спири́дов (18 [29] января 1713, Выборг — 8 [19] апреля 1790, Москва) — российский флотоводец, адмирал (1769).
Начав карьеру в русском флоте в 1723 году, стал морским офицером в 1733-м. Участник Русско-турецкой войны (1735—1739), Семилетней войны (1756—1763), Русско-турецкой войны (1768—1774). Прославился разгромом турецкого флота в ходе Чесменского сражения.

## Биография

### Происхождение
Григорий Спиридов родился в семье дворянина Андрея Алексеевича Спиридова (1680—1745), служившего во времена Петра I комендантом отвоёванного у шведов Выборга, и жены его Анны Васильевны Коротневой.

### Начало службы
Григорий поступил на флот добровольцем в 1723 году; получил звание гардемарина в 15-летнем возрасте после сдачи экзаменов по курсу навигационных наук. Действительную службу начал нести с февраля 1728 года на Каспии, где под началом Алексея Нагаева, гидрографа и впоследствии адмирала, командовал, в частности, гекботами «Святая Екатерина» и «Шах-Дагай». Ходил от Астрахани до берегов Персии. В 1732 году переведён в Кронштадт и досрочно произведён в мичманы, каждый год выходил в плавание по Балтийскому морю.
В 1738 году занял должность адъютанта при вице-адмирале Петре Бредале и под его началом участвовал в составе Донской военной флотилии в Азовской экспедиции против Османской империи, сражался во всех морских боях этой войны.
В 1741 году переведён на службу в порт Архангельск, совершив оттуда переход до Кронштадта на одном из недавно построенных кораблей. Затем возглавлял экипажи различных линейных кораблей и придворных яхт; на подобных должностях находился в течение десяти лет, за которые приобрёл относительную известность на Балтийском флоте.
В 1754 году получил звание капитана 3-го ранга и был командирован в Казань с целью организации снабжения древесиной столичного Адмиралтейства. В 1755 году вошёл в состав комиссии, целью которой было рассмотрение регламента для Военно-морского флота, а в 1756 году возглавил в чине ротного командира Морской шляхетный кадетский корпус.

### Семилетняя война
Во время Семилетней войны 1756—1763 годов служил на Балтийском флоте, командовал кораблями «Святой Николай» и «Астрахань», совершил с ними несколько переходов в Швецию, в Данциг (ныне Гданьск), Копенгаген и к Стральзунду. Во время осады крепости осады Кольберга (ныне Колобжег) в 1761 году был назначен начальником десантного отряда (2 012 человек при 19 орудиях и 51 мортиры), направленного в качестве подкрепления осадному корпусу генерала П. А. Румянцева. За успешные действия отряда последний затем отметил Спиридова как «честного и храброго офицера».
В 1762 году получил звание контр-адмирала и назначение командующим Ревельской эскадрой; в его задачу входила защита русских коммуникаций на всём Балтийском море. После окончания войны возглавлял с 1764 года Ревельский, с 1765 года — Кронштадтский порт, позже стал командующим Балтийского флота.

### Русско-турецкая война 1768—1774 годов

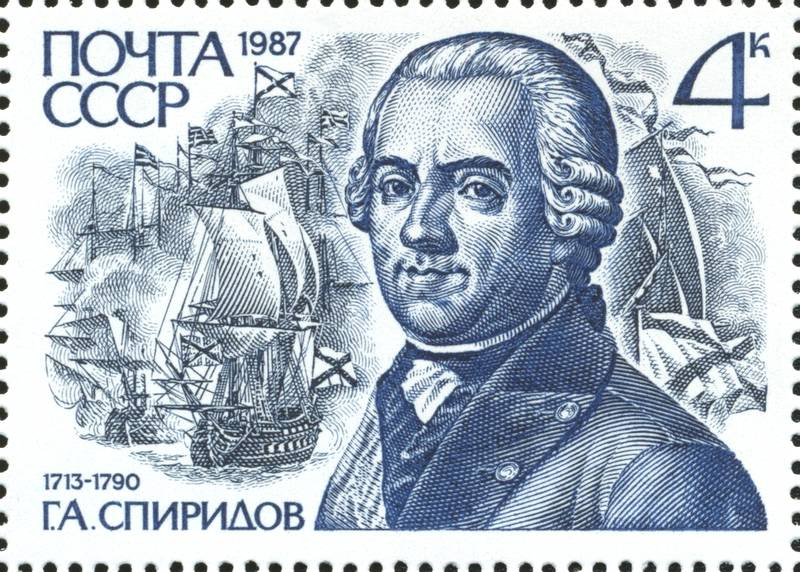
Почтовая марка СССР, 1987 год.

#### Поход через Средиземное море
После объявления войны Турции в 1768 году Спиридов, получивший звание адмирала, возглавил экспедицию русского флота, отправленную к островам Греческого архипелага, перед этим будучи награждён орденом Святого Александра Невского, выйдя в плавание 17 июля 1769 года.
В феврале 1770 года, несмотря на многочисленные трудности, возникшие в пути и замедлившие продвижение, в том числе плохие погодные условия и болезнь адмирала, эскадра дошла до полуострова Морея на Пелопоннесе, где вскоре соединилась со второй, которую возглавлял Джон Эльфинстон. Чуть позже из Ливорно прибыл генерал-аншеф граф Орлов, возглавивший обе эскадры, после чего начались военные действия. В феврале — мае на Морее было высажено несколько десантов, захвачены Аркадия, Мистра (Спарта), военные базы Наварин и Итилон, из-за чего Османской империи пришлось перевести на морской театр военных действий значительную часть своих сил.

#### Хиосский бой
Перед Хиосским сражением 24 июня 1770 года граф Орлов доверил Спиридову, с которым у него до того были напряжённые отношения, разработку плана будущей битвы. Спиридов, командовавший кораблями с борта «Евстафия» в полном парадном мундире, применил, как считается, принципиально новую тактику морских сражений, приказав авангарду своих кораблей двигаться под прямым углом на боевые порядки противника и начинать атаку на его центр и авангард с короткой дистанции. После гибели «Евстафия» от взрыва в абордажном бою с османским флагманским кораблём «Бурдж-у-Зафер», также взорвавшимся, Спиридов перешёл на борт корабля «Три иерарха». Победа в сражении досталась русскому флоту, несмотря на превосходство турок (10 кораблей, против 9 русских) и удобство занимаемой ими позиции.

#### Чесменская битва
В ночь с 25 на 26 июня Спиридов командовал русской эскадрой в победоносном Чесменском сражении, для которого бригадир Грейг разработал план одновременной атаки ближним артиллерийским обстрелом и ударом брандерами. Благодаря успешным действиям последних, удалось поджечь практически весь турецкий флот. Потери русских составили всего 11 человек, тогда как турок — по неподтверждённым данным порядка 11 тысяч, включая раненых. За эту победу адмирал был награждён орденом Святого Андрея Первозванного, а императрица Екатерина II в честь Чесменского боя приказала воздвигнуть церковь и памятную колонну.

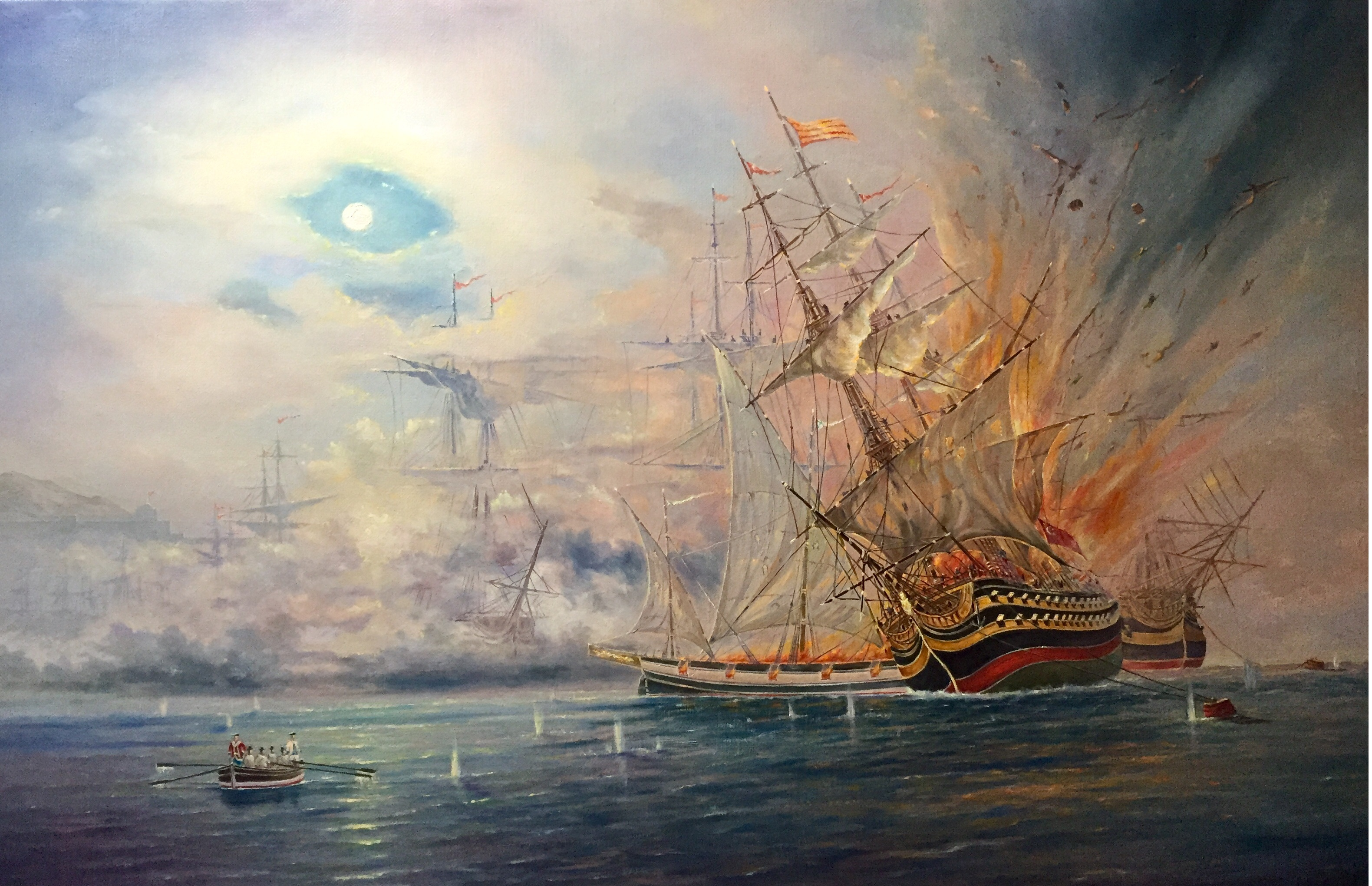
Владимир Косов. Чесменское сражение. 1770 г. 100х140 х.м. 2019.

### Контроль над Эгейским морем
На протяжении трёх последующих лет Спиридов находился на Греческом архипелаге, используя в качестве базы для русского флота остров Парос, где была возведена верфь, а также небольшое поселение. Отсюда можно было контролировать значительную часть вражеских линий снабжения, в первую очередь поставок провианта из южной Греции в Константинополь, а также осуществлять блокаду Дарданелл. Эгейское море в наиболее узкой его части оказалось фактически полностью перекрыто русскими крейсерами. Население ряда островов Греческого архипелага признало российскую власть. Эти острова стали полуофициально называть «Архипелагским великим княжеством». Спиридов предпринял попытки по организации в нём самоуправления.
С 1772 года, координируя свои действия с сухопутными войсками, Спиридов предпринял ряд атак на приморские крепости турок в бассейне Эгейского моря, а также стал выходить на рейды в Восточное Средиземноморье, от Ионических островов до побережья Сирии и Египта.

### Отставка
В отставку пожелал выйти по состоянию здоровья в июне 1773 года в возрасте 60 лет, разрешение оставить службу получил в феврале следующего года с правом получения пенсии, равной полному адмиральскому жалованью; отставка, по некоторым предположениям, была связана с обидой адмирала на то, что все его заслуги на поприще Русско-турецкой войны были приписаны брату фаворита Екатерины Алексею Орлову-Чесменскому. Возвратившись в Россию, последние 16 лет жизни провёл на родине.
Умер Спиридов в Москве, был похоронен в своём имении — селе Нагорье Переславского уезда, в склепе церкви, ранее построенной на его средства. Провожали его в последний путь местные крестьяне и верный друг — Степан Хметевский, командир «Трёх иерархов» в Чесменском сражении. В Нагорье ему поставлен памятник и названа в его честь главная улица. В ныне реставрируемой Преображенской церкви в Нагорье открыт доступ к могиле адмирала.

## Семья
Был женат на Анне Матвеевне Нестеровой (1731— 26.03.1806) и имел 4 сыновей и 2 дочерей:
- Андрей (1750—1770), адъютант отца.
- Матвей (1751—1829), сенатор, известный генеалог.
- Алексей (1753—1828), адмирал.
- Григорий (1758—1822), бригадир.
- Дарья (1761—01.02.1805[9]), замужем не была.
- Александра (1765—20.05.1835[10]), замужем за генерал-лейтенантом Густавом Христиановичем Циммерманом. Умерла в Москве от «водянной в груди», похоронена в построенном ею Троицком храме в селе Козино Звенигородского уезда.

Дети
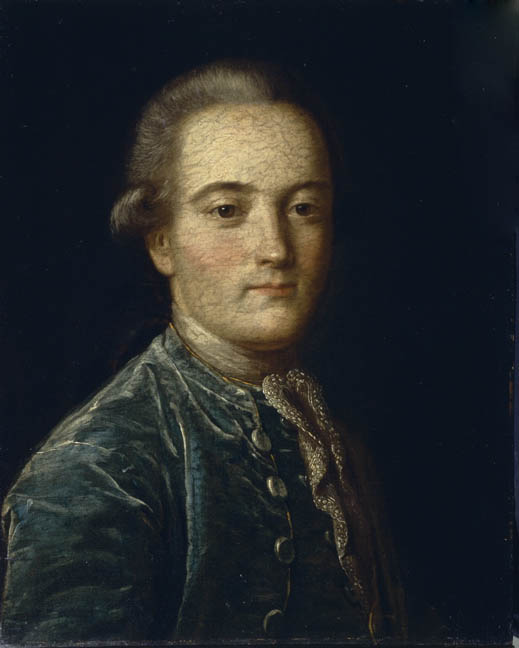
Матвей
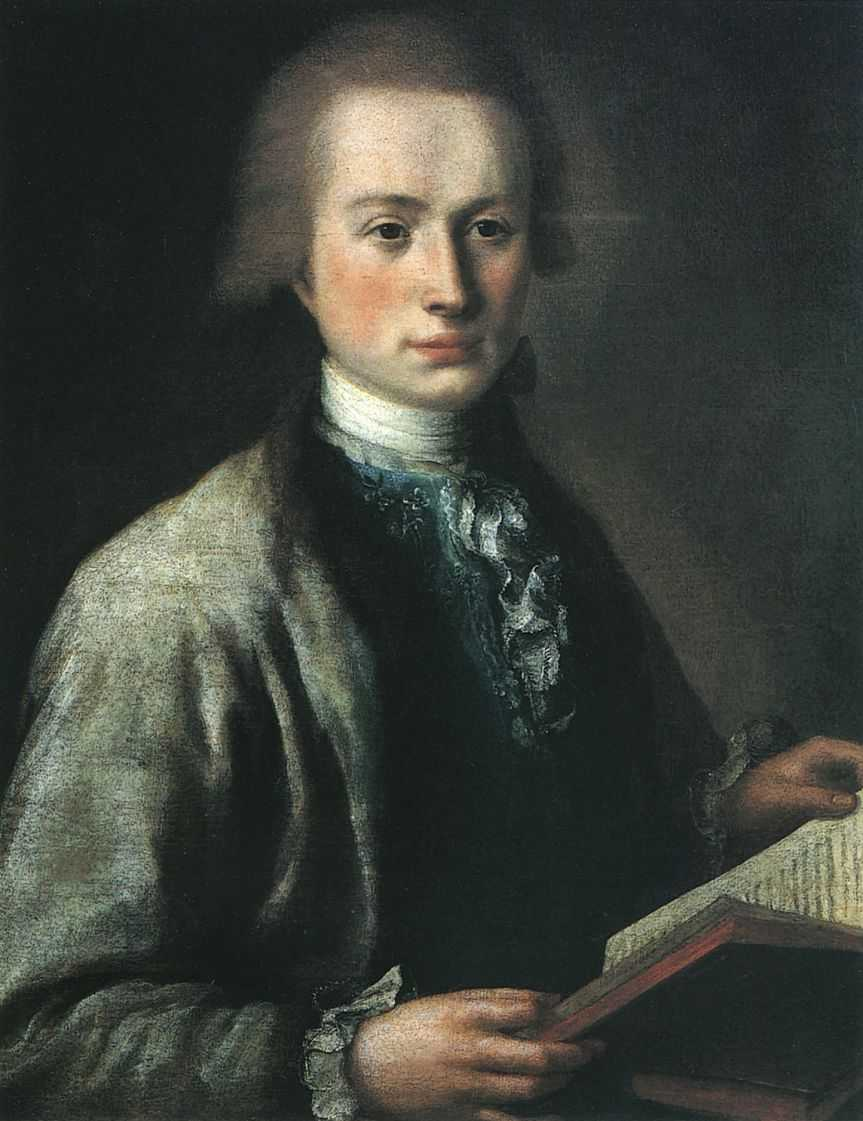
Алексей
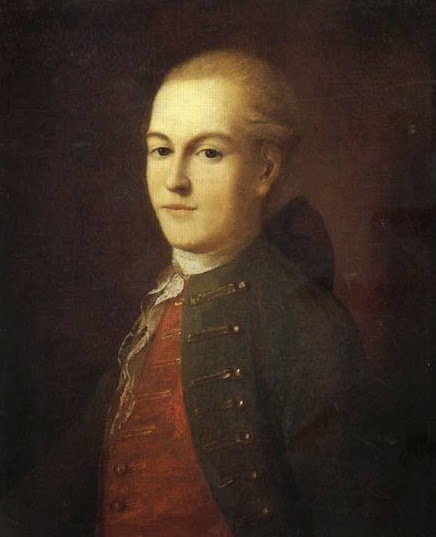
Григорий

## Память
- В 2017 году в Мурманске у входа в Нахимовское военно-морское училище среди прочих установлен бюст Г. А. Спиридова.